# 桓嘉
桓 嘉（かん か、? - 嘉平4年12月23日（253年2月8日））は、中国三国時代の魏の武将。父は桓階。子は桓翊。妻は升遷亭公主。

## 生涯
魏の曹丕の時代、安楽郷侯の父・桓階が病没。嗣子の桓佑も早逝していたため、庶子である桓嘉がその後を継いだ。
嘉平4年、楽安太守の官にあった桓嘉は、東興の戦いに従軍。魏軍は呉の勢力下にある東興を攻撃したがそれを落とせずにいる内に、少数と侮った丁奉らの強襲を受け敗退。この際に桓嘉は魏の主たる戦死者の1人となった。壮侯と諡され、子の桓翊が後を継いだ。 

## 三国志演義
小説『三国志演義』では史実同様、第108回の東興の戦いで登場。胡遵の命で東興の城を攻撃するが落とすことができず、魏軍が油断したところを、やはり丁奉によって強襲される。同僚の韓綜を討ち取った丁奉に戦いを挑むが劣勢となり、逃走を図るも果たせず、最後は槍で刺殺された。